# Cheetah Conservation Fund

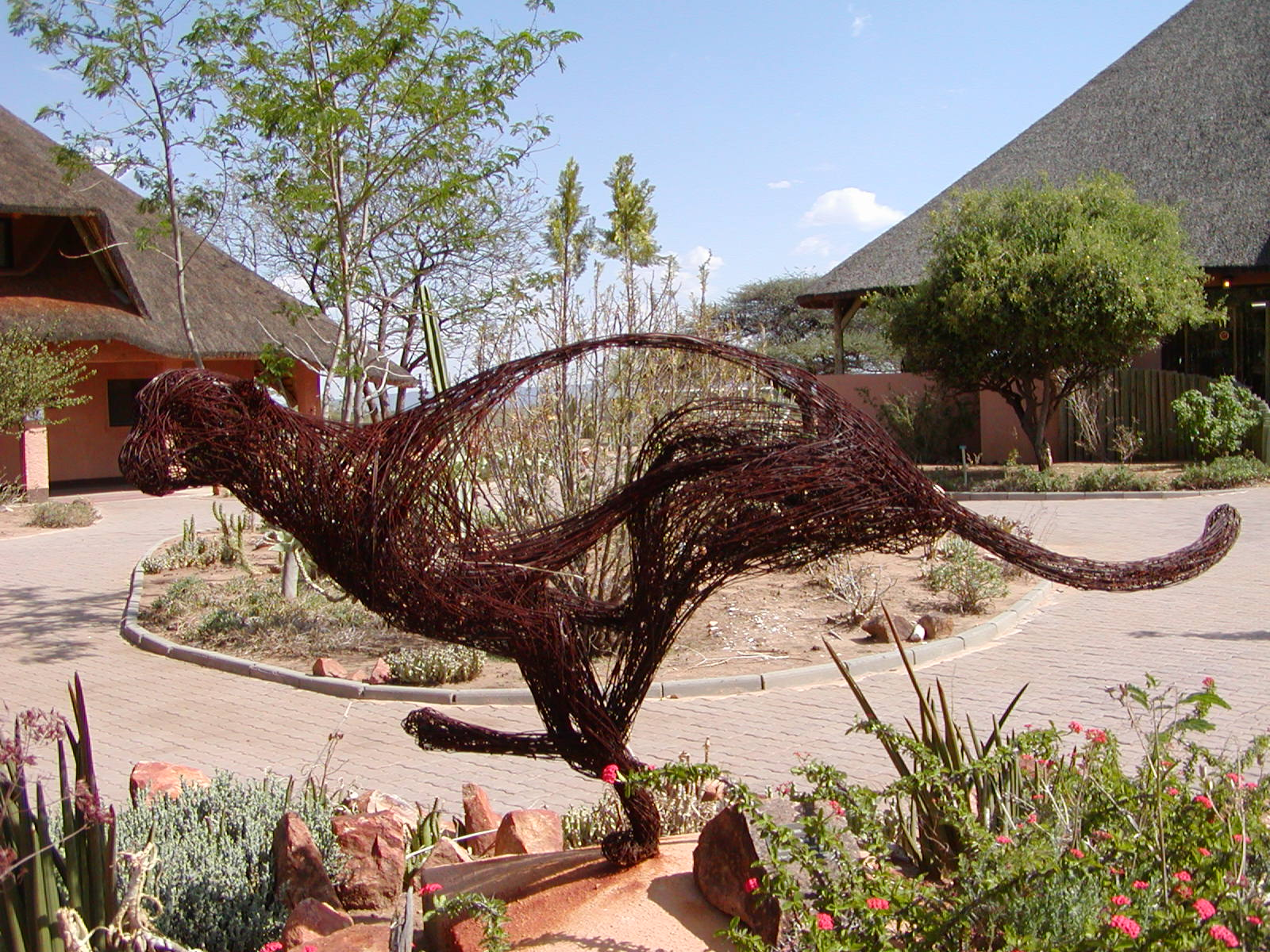
Das Forschungs- und Bildungszentrum sowie Hauptverwaltungsgebäude des CCF

Der Cheetah Conservation Fund (CCF) ist eine 1990 gegründete Umweltschutzorganisation, die sich dem Schutz des Geparden verschrieben hat.
Das Forschungs- und Bildungszentrum und Hauptquartier des CCF befindet sich nahe Otjiwarongo in Namibia, dem Land mit der noch größten und gesündesten Gepardenpopulation der Welt.
Sowohl in den Vereinigten Staaten, in Kanada, im Vereinigten Königreich als auch in Namibia ist der CCF als wohltätige Organisation anerkannt.

## Ziele und Erfolge
Der CCF erhebt für sich selbst den Anspruch, ein international anerkanntes und herausragendes Forschungs- und Bildungszentrum mit besonderem Fokus auf den Geparden zu sein, dessen Mitarbeiter die bestmöglichen Methoden zur Rettung des Geparden vor der Ausrottung sowie seiner Lebensräume erforschen und anwenden möchten. Im Großen und Ganzen zielt man darauf ab, das friedliche Zusammenleben von Mensch und Gepard möglich zu machen.
Seit seiner Gründung hat der CCF einige wichtige Erfolge erzielen können. Die gemeinnützige Organisation hat eine Reihe von Programmen gestartet, welche sich unter anderem mit dem Erforschen der Physiologie des Geparden, seines Verhaltens, Lebensraumes, seiner Beutetiere und auch des Einflusses und Konfliktpotentials des Menschen sowie anderer Tiere beschäftigen. Die Ergebnisse dieser Programme werden international publiziert sowie präsentiert und dazu genutzt, um spezielle Bildungs- und Artenschutzmaßnahmen starten zu können.
Dies hat dazu geführt, dass es nunmehr nicht nur in Namibia, sondern auch in anderen Ländern in das Bewusstsein der Menschen gedrungen ist, wie wichtig der Gepard für sein Ökosystem ist und wie bedroht er tatsächlich ist. Heutzutage bedienen sich viele namibische Landwirte raubtierfreundlicher Methoden der Viehhaltung, was den hauptsächlich auf Farmland lebenden Geparden zugutekommt.

## Organisation
Die weltweit anerkannte Gepardenexpertin Laurie Marker ist Geschäftsführerin sowie Mitbegründerin des Cheetah Conservation Fund. Sie beschäftigt sich bereits seit 1974 mit Geparden. Im Rahmen der Öffentlichkeitsarbeit der Organisation hält sie Vorträge in der ganzen Welt.
Schirmherr des CCFwar bis zu seinem Tod im Februar 2025 Samuel Nujoma, ehemaliger Präsident Namibias. Offizielle Partnerorganisation des CCF in Deutschland ist die Aktionsgemeinschaft Artenschutz (AGA) e.V.

## Aktivitäten und Projekte

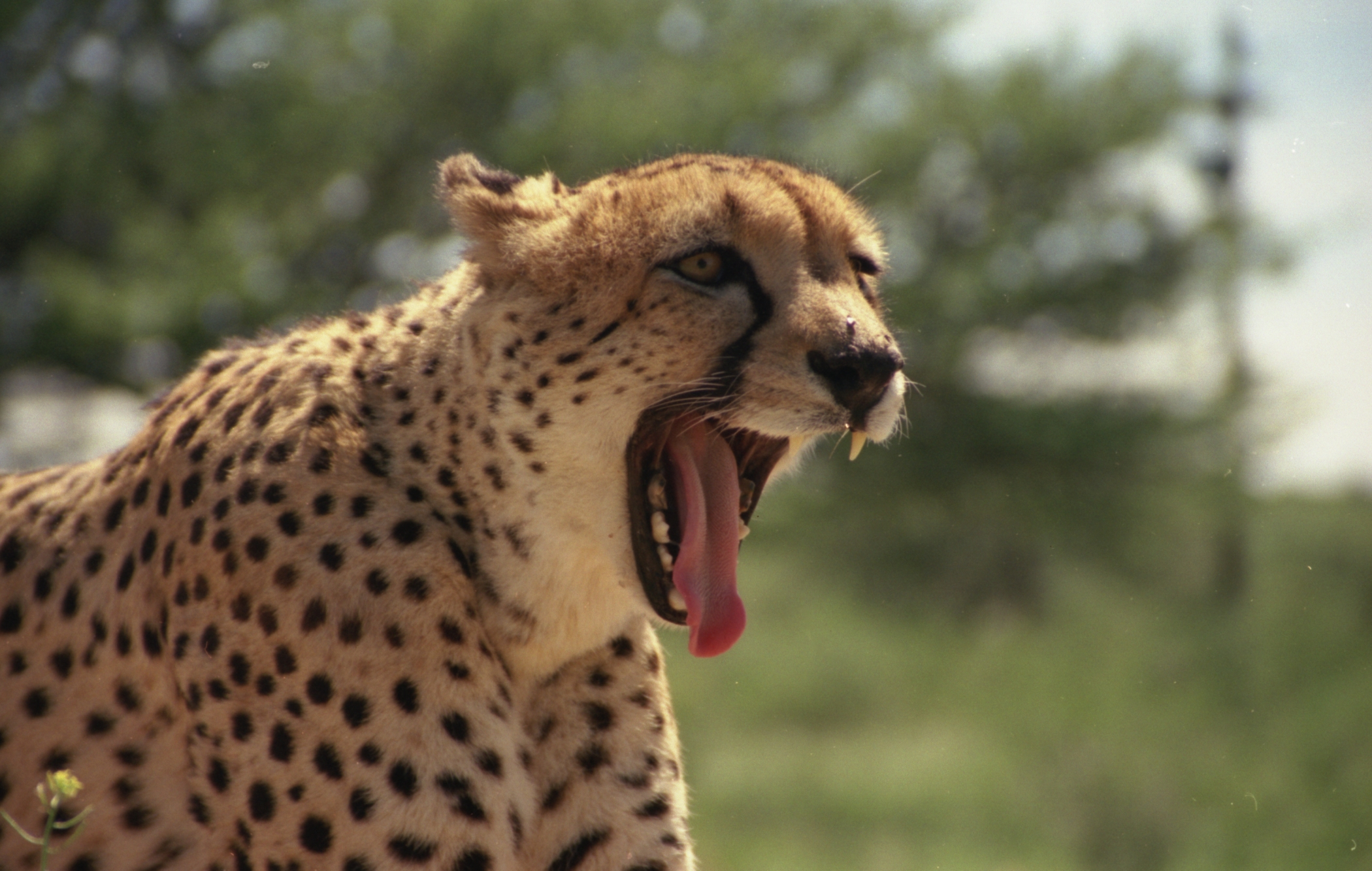
Chewbaaka, der „Gepardenbotschafter“ des CCF

Da der CCF es für wichtig hält, den Geparden und seine Umgebung zu verstehen, bevor man sich daran versuchen kann, die Population aufrechtzuerhalten, arbeitet man eng mit örtlichen, nationalen und internationalen Einrichtungen zusammen, um Betroffene und Interessierte zu sensibilisieren, zu informieren und auszubilden.
Der Cheetah Conservation Fund forscht in verschiedene Richtungen, um aktuelle und auch über lange Zeiträume erhaltene Daten auswerten zu können, was wiederum helfen soll, den Geparden zu verstehen und besser unterstützen zu können. Die Erkenntnisse und daraus entstandenen Schutzprogramme werden außer in Namibia auch in anderen Ländern wie beispielsweise Botswana, Kenia, Südafrika, Algerien und auch im Iran als Vorlage verwendet, um Pläne für den Erhalt der Gepardenpopulationen zu entwickeln.

### Biologie des Geparden
Die Mitarbeiter des CCF betreiben ausgiebige Feldforschung, um genaue Daten zu Verbreitung, Verhalten, Biologie, Populationsdemografie, Gesundheitszustand und Wechselbeziehung zwischen Geparden und Nutzvieh zu erhalten.
Weiters setzt man sich dafür ein, dass auf nationaler Ebene mehr für den Schutz des Geparden getan wird. So versucht man etwa, neuartige Zählmethoden zu entwickeln, die sich Kamerafallen und Pfotenabdruckzählungen bedienen. Zusätzlich versucht man hier, auch die langjährige Erfahrung einzubringen, die man beim Forschen erhalten hat. Darüber hinaus soll ein modernes Genetiklabor einen Beitrag zur Arterhaltung liefern.

### Ökologie
Das letztliche Ziel des CCF ist es, das Überleben des Geparden sowie anderer wichtiger Wildtiere auf namibischem Farmland auf lange Sicht sicherzustellen, indem man ein Programm entwickelt, das sowohl ökologisch sinnvoll als auch wirtschaftlich tragbar ist. Sowohl auf der Waterberg Conservancy (ca. 2000 km²) als auch auf dem Gebiet der Farmen um Otjiwarongo herum (15000 km²) werden Daten zur Größe von Populationen, Lebensraum, Beutetierdichte ermittelt und Bewegungsprofile von Geparden erstellt. Besonders auf der Farm des CCF Forschungszentrums (insgesamt etwa 250 km² groß) betreibt man intensive Studien hinsichtlich Beutetieren und Lebensraum.
Mit einem Projekt testete man auch, ob sich das Entfernen verholzter Büsche positiv auf das Jagdverhalten des Geparden ausübt, außerdem entwickelt man ein Schema für die optimale Anlage von Farmland, das sowohl einen Lebensraum für Geparden darstellen und auch einen Vorteil für die Landwirte haben kann. Der CCF versucht außerdem auch, Busch-basierte Waren wie etwa Bushblok, Brennmaterial aus ebendiesen Büschen, zu vertreiben, um so sicherzustellen, dass man über lange Zeit hinweg angemessene Mengen an Büschen entfernen kann. Basierend auf den Erfahrungen aus diesem Pilotprojekt hat man damit begonnen, Land für Geparden, die für ihre Hetzjagden freies Gelände benötigen, wieder brauchbar zu machen. Die Einnahmen aus dem Verkauf des Brennmaterials sollen idealerweise die Ausgaben decken, um das Projekt so zum Selbstläufer zu machen.

### Gesundheit und Fortpflanzung
Der CCF betreibt Forschung im Bereich der Genetik und Ökologie und beschäftigt sich darüber hinaus auch mit gesundheitlichen Fragen sowie solchen zur Fortpflanzung des Geparden und Auswirkungen menschlichen Einflusses auf die Tiere. Neue Erkenntnisse werden regelmäßig veröffentlicht. Der CCF unterstützt außerdem andere Organisationen bei der Verwaltung von gefangenen wie auch wildlebenden Geparden auf der ganzen Welt und besitzt eine umfassende physiologische Datenbank sowie eine Gendatenbank, in der 244 Spermaproben von wilden wie auch beim CCF ansässigen Geparden gesammelt wurden (Stand Dezember 2007).

### Menschlicher Einfluss auf den Geparden

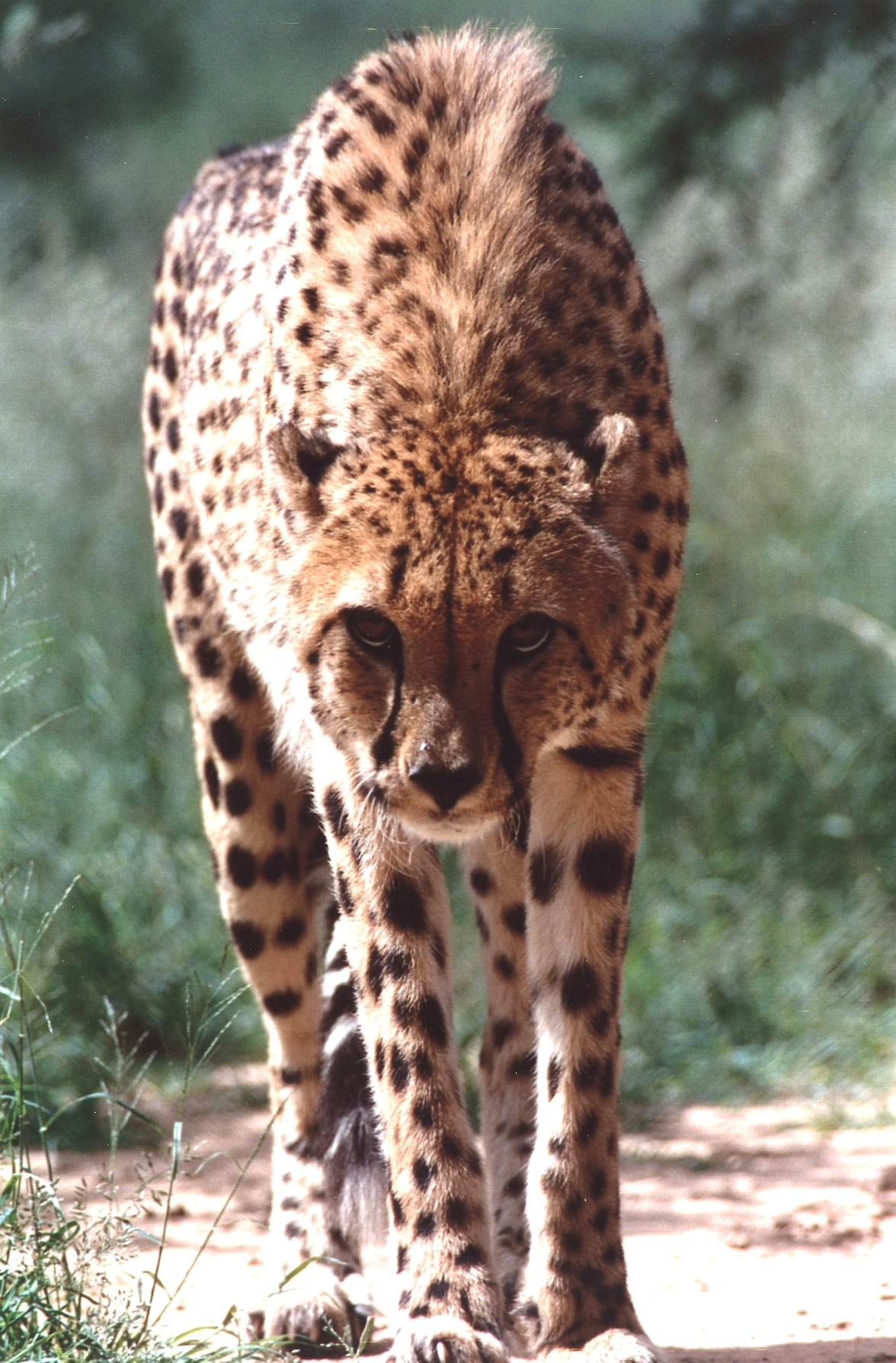
Einer der Geparden beim CCF, die nicht wieder freigelassen werden können

Der CCF versucht mittels verschiedener Methoden, Raubtiere von den Farmtieren fernzuhalten, um zu vermeiden, dass Landwirte Geparden töten. Dazu gehören etwa folgende Maßnahmen:
- Untersuchungen zum effektiven Einsatz von Schwingtoren, Umsiedelung von Problemtieren sowie die Einführung z. B. des Livestock Guarding Dog Program (Nutztier-Schutzhundprogramm),[11] bei welchem anatolische Hirtenhunde ausgebildet werden, um Viehherden zu schützen, da sie sich hierfür besonders gut eignen und mit diesem Programm bereits große Erfolge erzielt wurden.[12]
- Die Schaffung von Langzeitprogrammen zum weltweiten Schutz des Geparden. Hierzu zählen die Entwicklung, Prüfung und Unterstützung von alternativen Landverwaltungsmethoden, Einrichtung von Naturschutzgebieten und Öko-Tourismus.
- Lokale und internationale Informationsprogramme, mithilfe derer man betroffene Farmer und Bewohner der Länder mit verbliebenen Gepardenpopulationen aufklären und Konfliktsituationen vermeiden, auflösen oder zumindest abmildern will. Landwirte sollen durch Vorwissen den Umgang mit Raubtieren, speziell Geparden, lernen und Probleme lösen können, ohne gleich auf das Töten der Tiere zurückgreifen zu müssen. Für diesen Zweck stellt der CCF weltweit Informationsmaterial bereit.